# Abacetodes mauroaeneus
Abacetodes mauroaeneus is een keversoort uit de familie van de loopkevers (Carabidae). De wetenschappelijke naam van de soort werd in 1864 gepubliceerd door Victor Ivanovitsch Motschulsky.